# I Just Wanna
«I Just Wanna» — пісня американського репера 50 Cent, видана другим синглом до його мікстейпу The Big 10 26 березня 2012 р. Новину про вихід окремку та обкладинку оприлюднили 23 лютого. Трек починається 36-секундним інтро сексуального змісту (відсутнє на сингловій версії) й містить семпл з «That's the Way (I Like It)» у виконанні KC and the Sunshine Band.

## Відеокліп
Прем'єра кліпу відбулась 12 грудня 2011 на YouTube-каналі репера. У відео 50 Cent демонструє свою лінію навушників SMS Audio. Режисер: Джексон Сміт, котрий також зафільмував усі зняті кліпи з мікстейпу, крім «Niggas Be Schemin'».

## Список пісень
Цифровий сингл
| #  | Назва                               | Автор                                                        | Продюсер(и) | Тривалість |
| -- | ----------------------------------- | ------------------------------------------------------------ | ----------- | ---------- |
| 1. | «I Just Wanna» (з участю Tony Yayo) | Кертіс Джексон, Марвін Бернард, Д. Норман, Г. Кейсі, Р. Фінч | D.R.U.G.S.  | 3:28       |

## Чартові позиції
| Чарт (2012)                             | Найвища позиція |
| --------------------------------------- | --------------- |
| США (Hot R&B/Hip-Hop Songs) (Billboard) | 60              |

## Історія виходу й появи на радіо
| Країна | Дата            | Формат                          | Лейбл                        |
| ------ | --------------- | ------------------------------- | ---------------------------- |
| Канада | 26 березня 2012 | Завантаження музики             | Shady, Aftermath, Interscope |
| США    | 26 березня 2012 | Завантаження музики             | Shady, Aftermath, Interscope |
| США    | 6 березня 2012  | Сучасний урбан (радіо)          | Shady, Aftermath, Interscope |
| США    | 6 березня 2012  | Сучасна ритмічна музика (радіо) | Shady, Aftermath, Interscope |